# Kirovski zavod (metrostation)
Kirovski Zavod (Russisch: Кировский завод) is een station van de metro van Sint-Petersburg. Het station maakt deel uit van de Kirovsko-Vyborgskaja-lijn en werd samen met het eerste metrotracé in de stad geopend op 15 november 1955. Het metrostation bevindt zich in het zuiden van Sint-Petersburg en dankt zijn naam aan de nabijheid van de Kirov-fabriek (zavod betekent fabriek). In de planningsfase werd het station Kirovskaja genoemd.
Het station ligt 50 meter onder de oppervlakte en beschikt over een perronhal met zuilengalerijen. Het bovengrondse toegangsgebouw bevindt zich op de hoek van de Oelitsa Vasi Aleksejeva en de Prospekt Statsjek. Het rechthoekige gebouw is uitgevoerd in neoclassicistische stijl en telt 44 dorische zuilen. De perronhal is afgewerkt met grijs marmer. Op de perronzuilen zijn aluminium emblemen in haut-reliëf aangebracht, die vier takken van de industrie uitbeelden: petrochemie, mijnbouw, metallurgie en elektriciteitsproductie. Aan het einde van de perronhal staat een buste van Vladimir Lenin.